# Flabellidae
Flabellidae es una familia de corales marinos que pertenecen al orden Scleractinia, de la clase Anthozoa.  
Los géneros de la familia poseen especies de pólipos solitarios, nunca coloniales, y no son corales hermatípicos. No poseen zooxantelas. Sus esqueletos, en forma de abanico en la mayoría de especies, elípticos en un corte transversal, tienen septa no salientes y no tienen lóbulos paliformes.
Su rango de profundidad es de 0 a 4.455 m.
La familia comprende 10 géneros y, aproximadamente, unas 100 especies. Es considerada monofilética, aunque no se ha realizado un análisis filogenético de la familia.

## Géneros
- Blastotrochus. Milne Edwards & Haime, 1848
- Falcatoflabellum. Cairns, 1995
- Flabellum. Lesson, 1831
- Javania. Duncan, 1876
- Monomyces. Ehrenberg, 1834
- Placotrochides. Alcock, 1902
- Placotrochus. Milne-Edwards & Haime, 1848
- Polymyces. Cairns, 1979
- Rhizotrochus. Milne-Edwards & Haime, 1848
- Truncatoflabellum. Cairns, 1989